# Tramway d'Elbeuf
Vous lisez un « bon article » labellisé en 2008.
Le tramway d'Elbeuf est mis en service en 1898 dans le sud du département de la Seine-Inférieure (aujourd'hui Seine-Maritime) pour faciliter les déplacements des habitants de la cité textile d'Elbeuf et de ses banlieues ouvrières. Avec ses quatre lignes à écartement standard longues de neuf kilomètres et divergeant de la place du Calvaire, le réseau transporta jusqu'à 1,5 million de personnes, en 1899, au début de l'exploitation.
Les difficultés de gestion de l'exploitation et financières de la compagnie concessionnaire constituèrent autant de signaux d'alerte dès avant la Première Guerre mondiale. Le conflit qui perturba le réseau et la concurrence des autres modes de transport au début des années 1920 aggravèrent la crise de ce tramway qui connut une fermeture précoce en 1926.

## Historique

### Le projet de Ridder
Située à 20 kilomètres en amont de Rouen, son agglomération s'étendant sur les deux rives de la Seine, la cité drapière d'Elbeuf s'estimait, à la fin du XIXe siècle, délaissée par le chemin de fer depuis que la ligne de Paris à Rouen, inaugurée en 1843, l'avait évitée. Le nouveau mode de communication arriva dans cette agglomération, forte de 40 000 âmes, seulement en 1865 lors de la construction de la ligne d'Oissel à Serquigny qui permettait une liaison directe entre Rouen et Caen. Quelques années plus tard, en 1883, Elbeuf fut raccordée à la ligne transversale Rouen-Orléans avec l'achèvement du tronçon entre sa gare et celle du Petit-Quevilly, mais cela ne résolvait en rien le problème des transports urbains.

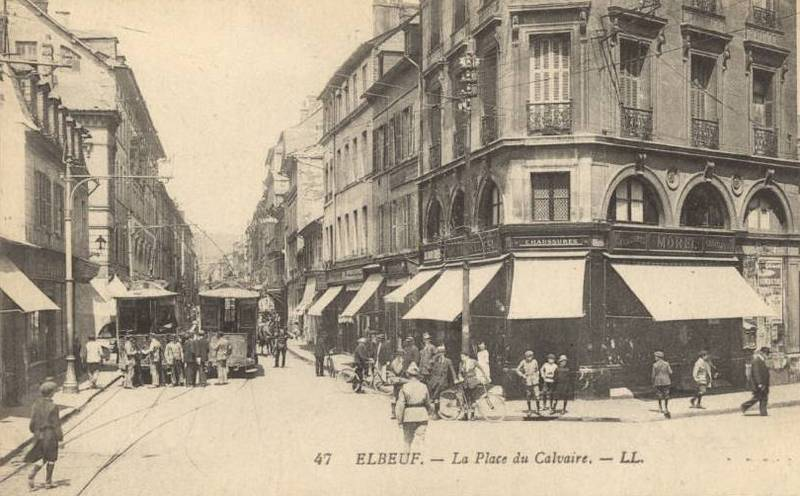
Croisement de deux motrices, place du Calvaire.

Pourtant, en 1877, Théodore de Ridder, représentant la compagnie générale des railways à voie étroite de Bruxelles avait soumis un ambitieux projet de desserte de l'agglomération elbeuvienne par un réseau de tramways à vapeur et à traction hippomobile destiné au transport des voyageurs et des marchandises.
Un ensemble de six lignes en étoile d'une longueur totale de 33,8 kilomètres (avec comme point central la place du Calvaire à Elbeuf) était envisagé. Trois itinéraires suburbains à vapeur auraient mis en communication le centre d'Elbeuf avec l'agglomération rouennaise pour l'un d'entre eux, avec Saint-Pierre-lès-Elbeuf pour les deux autres. La ligne principale aurait franchi la Seine, traversé Saint-Aubin-lès-Elbeuf et se serait raccordée au réseau des tramways de Rouen à Sotteville-lès-Rouen après avoir parcouru 18,300 km, avant de rejoindre la gare de Rouen-Martainville par un tronçon à trois files de rails (les nombreuses filatures de la ville étaient étroitement liées aux industriels du Nord) La seconde ligne de 3,700 km aboutissait au lieu-dit « le Pont d'Oison » par le centre de Caudebec-lès-Elbeuf. La troisième ligne aurait eu 4 km aurait mené au Puits-Mérot par la Porte verte en passant par le hameau de La Villette, près de la Seine. Trois lignes hippomobiles auraient desservi le centre-ville, empruntant les rues étroites de ce dernier et reliant l'axe Saint-Pierre-Sotteville aux gares d'Elbeuf - Saint-Aubin et d'Elbeuf-Ville. Une septième ligne, exclusivement destinée au fret, aurait été constituée de divers embranchements industriels passant par d'étroites rues moyenâgeuses ainsi que les quais et les rues aux Bœufs, du Havre, Robert, de la Porte-Rouge, Cousin-Corblin, Saint-Amand et Dévé, desservant ainsi la majorité des usines,. Compte tenu de l'étroitesse de certaines voies, le gabarit envisagé était de 1,90 m et les courbes les plus serrées, sur la ligne 7, n'étaient que de 20 m. de rayon, entrainant l'usage de locomotives articulées. Le parc aurait été constitué de 16 locomotives mixtes, 8 locomotives de 16 à 18 tonnes, 21 voitures à impériales, 12 voitures mixtes, 50 wagons couverts et 100 wagons à charbon, ainsi que 70 chevaux, répartis dans 5 dépôts (Puis-Mérot, Pont-d'Oison, Saint-Aubin, Sotteville et Orival).
Même si l'enthousiasme de la population fut grand comme le prouvèrent les nombreuses pétitions en faveur du réseau et les multiples observations faites lors de l'enquête d'utilité publique réalisée en 1879, les lignes, qui avaient été déclarées d'utilité publique par décret de 1882, ne furent jamais construites en raison du manque de soutien financier des industriels, de l'hostilité de la Compagnie des chemins de fer de l'Ouest qui craignait la concurrence de la ligne de Rouen et du ralentissement de l'activité économique lié à la Grande Dépression de 1882.

### Mise en place du réseau
Il fallut attendre 1894 pour qu'un nouveau projet soit présenté à la municipalité d'Elbeuf par Édouard Cauderay au nom de la Compagnie générale de traction. Cette dernière proposait la construction de cinq lignes à voie normale dont une à traction hippomobile pour une longueur totale de 9 800 mètres avec toujours la place du Calvaire comme centre. Le projet fit cette fois l'unanimité et, après une enquête d'utilité publique réalisée en février-mars 1896, les travaux purent commencer en juin 1897 avant même que la déclaration d'utilité publique ne soit promulguée.

### Les débuts du tramway et les premières difficultés

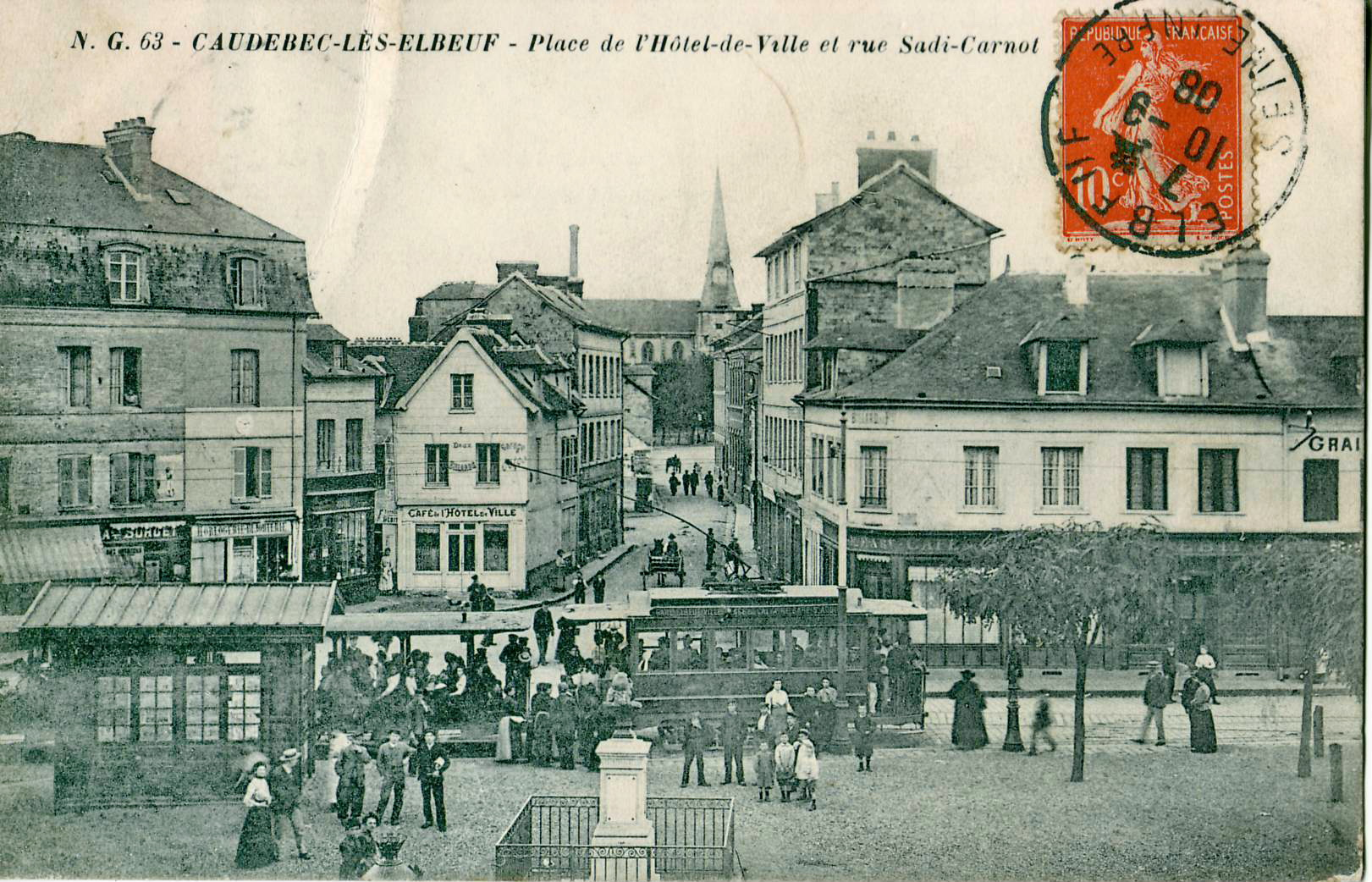
Tramway devant la mairie de Caudebec-lès-Elbeuf...

Le réseau que l'on édifiait devait être formé des lignes suivantes:
- ligne no 1 : Elbeuf-Place du Calvaire - Place du Coq-Rouvalet - Orival terminus (3 265 m) ;
- ligne no 2 : Elbeuf-Place du Calvaire - Caudebec - Saint-Pierre terminus (3 670 m) ;
- ligne no 3 : Elbeuf-Place du Calvaire - Rue de Paris-Rue de la République - Gare de Saint-Aubin-Jouxte-Boulleng (1 800 m) ;
- ligne no 4 : Elbeuf-Place du Calvaire - Gare d'Elbeuf-Ville (545 m) ;
- ligne no 5 : Rue de Paris - Champ de foire - Port (520 m), ce dernier tronçon étant réservé au transport des marchandises.

À la fin de l'année 1897, les travaux étaient pratiquement achevés, la voie posée, la centrale électrique alimentant le réseau opérationnelle. Le 9 février 1898, les premières motrices circulaient sur un réseau limité à quatre lignes et long de 9 280 mètres car la ligne no 5 à traction hippomobile ne fut finalement pas construite en raison des difficultés d'exploitation liées à la circulation des wagons sur une voie unique, au coût élevé de l'entretien d'une écurie, à la présence d'une plaque tournante au centre-ville.

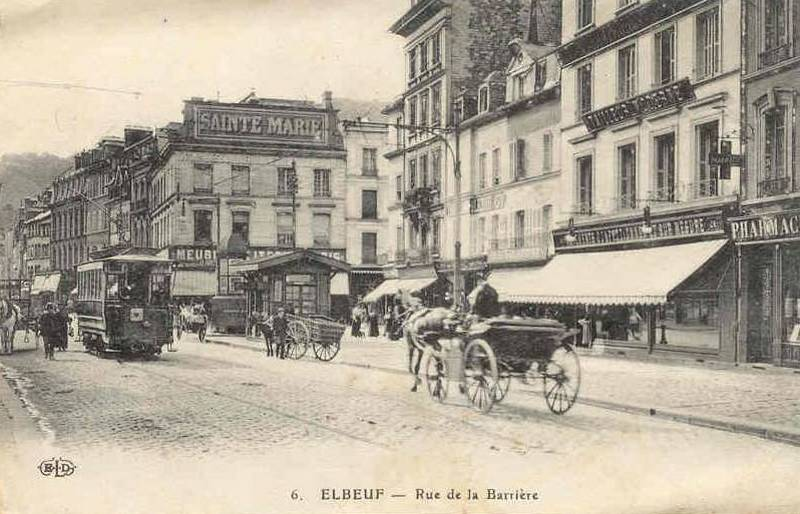
Le tramway rue de la Barrière à Elbeuf. On y distingue l'aubette d'une station.

Les autorités tardant à délivrer leur autorisation, M. Cauderay, au nom de la Société des tramways électriques d'Elbeuf, filiale de la Compagnie générale de traction, décida de mettre les tramways en circulation à ses risques et périls. L'inauguration officielle eut lieu le 26 mai 1898; on invita pour l'occasion un ancien ministre des Travaux publics, M. Dupuy-Dutemps, dont on connaissait l'influence auprès du gouvernement, sans doute pour que celui-ci accélère le processus de déclaration d'utilité publique qui intervint finalement le 28 octobre 1898 avec une concession de 50 ans,.

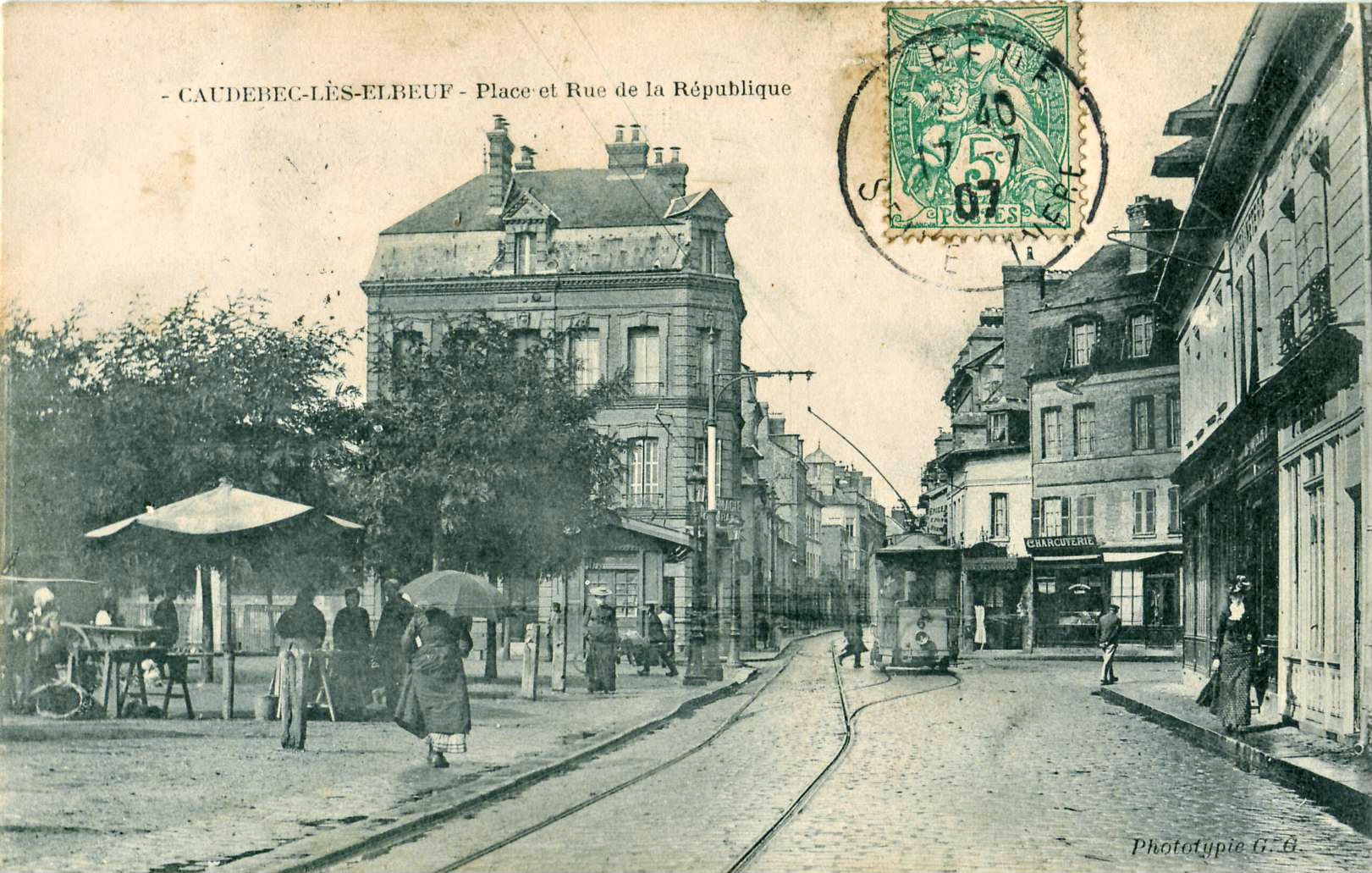
... ou sur un évitement, rue et place de la République à Caudebec-lès-Elbeuf.

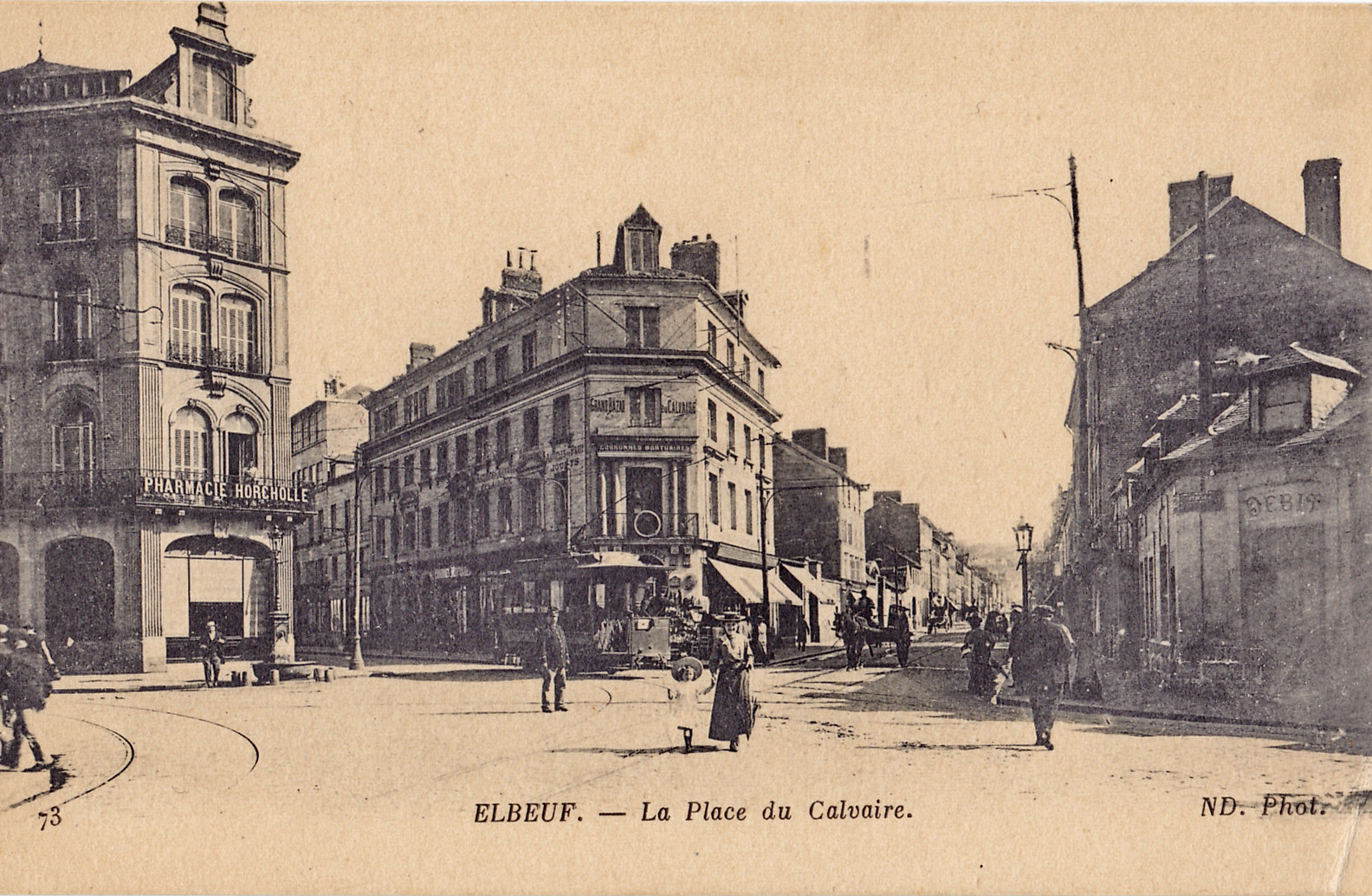
Tramway, place du Calvaire.

Dès 1898, le service était organisé autour de deux axes principaux formés pour chacun d'entre eux par la réunion de deux lignes : les 1 et 2 formaient la « grande ligne » et mettaient en communication Saint-Pierre-lès-Elbeuf et Orival en 32 minutes pour un parcours de près de sept kilomètres, les 3 et 4 constituaient la « ligne des gares », plus courte (2,3 km), qui partait de la station d'Elbeuf-Ville pour aboutir à celle de Saint-Aubin-lès-Elbeuf et dont le temps de parcours s'élevait à 12 minutes. La fréquence des navettes était respectivement de 20 et 12 minutes. Curieusement, l'exploitant n'avait pas prévu de correspondance entre elles lors de leur croisement place du Calvaire. Malgré cela, le tramway rencontra un grand succès populaire ; en 1899, la première année d'exploitation complète, le nombre de passagers transportés s'éleva à 1 450 000, mais ces bonnes statistiques de trafic ne devaient pas longtemps cacher des difficultés financières et d'exploitation.
Dès les débuts de l'exploitation, de nombreuses malfaçons avaient été constatées dans l'établissement de la ligne comme l'impossibilité de croisement de deux motrices sur la place du Calvaire en raison de la largeur insuffisante de l'entrevoie (ce problème fut réglé rapidement — voir l'illustration ci-contre — sans qu'on en connaisse la date exacte, vraisemblablement avant le deuxième trimestre 1899). Mais, ce fut surtout l'exploitation du réseau qui s'avéra calamiteuse. Dès les premières années de service, les déraillements et les accidents étaient monnaie courante. En raison de la vitesse limitée des convois en centre-ville (12 km/h au maximum) et pour tenir des horaires jamais respectés, les wattmen poussaient leurs machines aux extrémités des lignes au mépris de toutes les règles de prudence. Non sans exagération, la presse locale relatait les nombreux accidents causés par ce manquement à la sécurité, déclarant que les infirmes et les vieillards étaient décimés par le tramway à un rythme effroyable. Le seul record détenu par le réseau fut celui des accidents mortels. À ces problèmes de sécurité s'ajoutait un manque de ponctualité des motrices en particulier sur la ligne des gares qui rataient leurs correspondances avec les trains en gare d'Elbeuf-Ville et de Saint-Aubin-lès-Elbeuf ; toutefois la direction en imputait la responsabilité au mauvais fonctionnement des horloges des stations de la Compagnie des chemins de fer de l'Ouest. La gestion du réseau s'avérait tout aussi problématique car, malgré de bons résultats en ce qui concerne le trafic, le réseau fut déficitaire dès 1899 et ne dégagea jamais de bénéfices jusqu'à sa fermeture.

### Une fermeture précoce

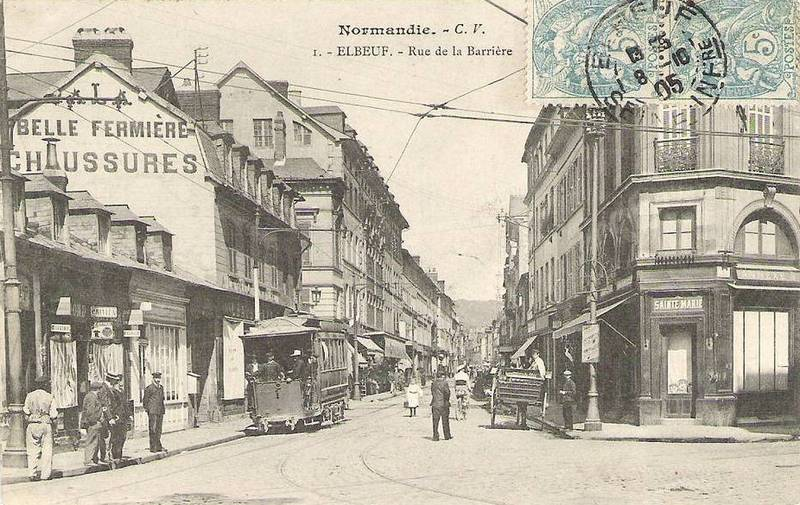
Le tramway, rue de la Barrière...

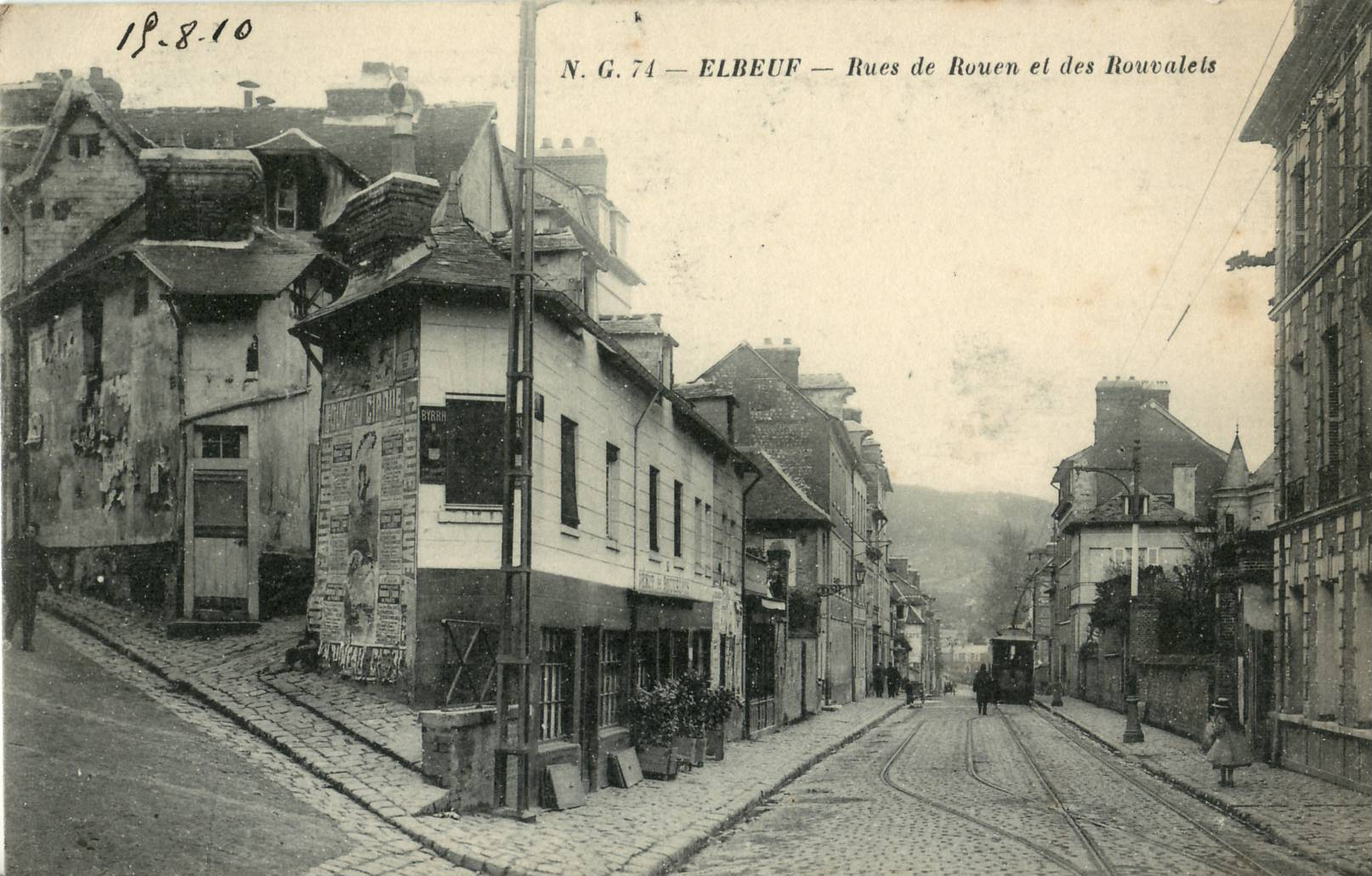
...Rue de Rouen, arrivant à l'évitement de la rue des Rouvalets.

Le changement d'actionnaire de référence — la compagnie centrale des chemins de fer et tramways  devenant la maison-mère de la Société des tramways électriques d'Elbeuf le 1er octobre 1906, en remplacement de la compagnie générale de traction — ne changea rien à la situation. Le personnel mal formé était mal payé et donc instable (en 1907, la moitié des wattmen comptait moins de six mois d'ancienneté). De fréquents rappels à la discipline s'imposaient, ainsi en 1908, il était stipulé dans le règlement remis aux traminots qu'il ne fallait pas perdre de vue l'intérêt de la compagnie, qu'il ne fallait pas se départir de politesse et de tact à l'égard des voyageurs, qu'il fallait arriver dix minutes avant l'heure du départ des tramways, qu'il était interdit de se trouver en état d'ébriété, de fumer et de cracher durant le service...
Le manque de qualification des employés elbeuviens obligea d'ailleurs la compagnie à faire appel à du personnel du deuxième réseau des tramways de Rouen sans pour autant que la qualité du service s'améliore. Alors que dans le reste du département le trafic augmentait sur les différents réseaux de tramway, celui d'Elbeuf continuait de perdre des voyageurs depuis le début du siècle, en 1912, le nombre de passagers transportés était tombé à 1 170 000. Dans ces conditions, les projets de prolongement du tramway de la place du Calvaire à la place du Tivoli par le cours Carnot (ligne 5), de la rue de Paris à l'église Saint-Jean (ligne 6) ou, plus ambitieux encore, de Saint-Aubin-lès-Elbeuf à Rouen par la rive droite de la Seine et Amfreville-la-Mi-Voie restèrent sans lendemain
Afin de restaurer sa rentabilité, la compagnie, qui semble avoir été liée à des entreprises de production d'électricité décida de vendre une partie de sa production d'électricité dès 1902, ce qui permit d'équilibrer le budget 1904, mais, dès l'année suivante, la Compagnie du gaz aligna ses tarifs, et la STEE fut de nouveau, et définitivement en déficit. Cela amena à des difficultés pour le tramway, qui n'était pas prioritaire par rapport aux autres abonnés, et dont l'exploitation fut interrompue entre le 9 mars et le 6 avril 1911 à la suite d'un excès de production électrique...

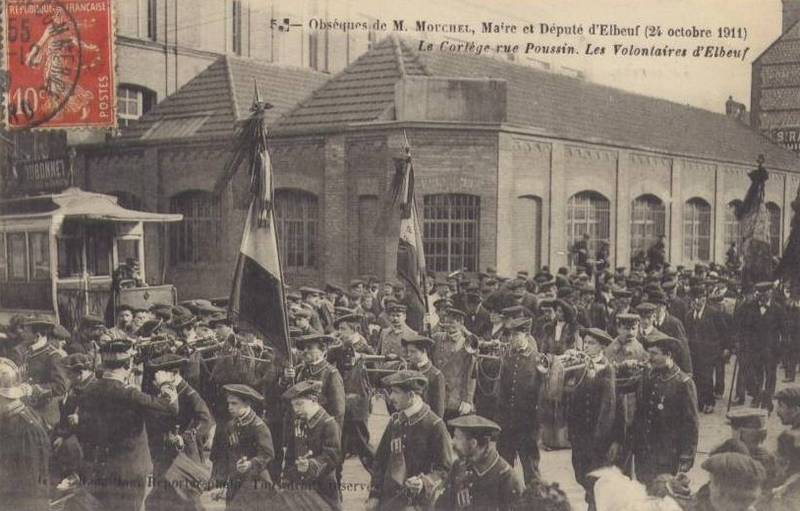
Le tramway à l'arrêt...pour laisser passer un cortège funèbre.

La Première Guerre mondiale vit le trafic s'interrompre durant les premières semaines du conflit, la circulation reprit toutefois dès le 10 septembre 1914 mais de manière réduite. La ligne no 4 fut fermée, une seule motrice circula sur les trois autres lignes dans un premier temps, puis deux à compter de la fin de l'année. Le réseau put mettre en service, chaque matin et soir entre la place du Calvaire et Saint-Pierre-les-Elbeuf, un train ouvrier composé de quatre remorques encadrées par deux motrices. Mais l'exploitation connut une nouvelle dégradation car la compagnie recruta, faute de main d'œuvre disponible, un personnel jeune (certains wattmen avaient moins de seize ans), n'ayant subi aucune formation et livré à lui-même. Les jeunes traminots roulaient au gré de leur fantaisie, brûlaient les poteaux d'arrêt, refusaient de rendre la monnaie, injuriaient les passagers des motrices. Parfois même, arrivés en bout de ligne, les employés ne prenaient pas le temps de manœuvrer les remorques et refoulaient ainsi les baladeuses, assis dans le compartiment voyageurs des motrices en surveillant vaguement la conduite du tramway entre les arrêts.
Ces comportements erratiques cessèrent avec le retour des employés démobilisés au début de l'année 1919 mais le matériel, mal entretenu, était à bout de souffle. À partir du 9 février 1919, l'exploitation fut placée sous régie municipale, des réparations furent effectuées, les tarifs relevés. La désaffection des voyageurs, la concurrence des services routiers (les usines préféraient transporter leurs salariés en camions, puis en autobus) conduisirent à un déficit accru tandis que les actionnaires ne songeaient qu'à se débarrasser de ce boulet financier.
La fréquence de desserte des lignes se réduisit encore au début des années 1920, le personnel, mal payé, déclencha une grève le 8 janvier 1926 qui sonna le glas du réseau. Les motrices ne devaient plus jamais circuler, malgré la proposition de deux industriels elbeuviens qui envisageaient de rénover le réseau et d'acheter du matériel d'occasion des tramways de Rouen. Finalement, en 1927, le tramway fut remplacé par un service d'autobus qui périclita rapidement et s'arrêta en 1936.

## Infrastructure

### Tracés
L'article 2 du cahier des charges annexé au décret du 19 octobre 1898 modifiant la déclaration d'utilité publique de 1882 du tramway indique que :

« Le réseau comprendra les lignes suivantes et empruntera les voies publiques ci-après désignées :
Ligne no 1. — De la place du Calvaire à Orival, en passant par les rues de la Barrière, de la République, Saint-Étienne et de Rouen (chemin de grande communication no 132).
Dans la commune d'Orival : route de Rouen (chemin de grande communication no 132).
Ligne no 2. - De la place du Calvaire à Saint-Pierre-lez-Elbeuf, par la rue de Caudebec (chemin de grande communication no 144).
Dans la commune de Caudebec-lez-Elbeuf : rue de la République (chemin de grande communication no 144).
Dans la commune de Saint-Pierre-lez-Elbeuf : rue de Louviers (chemin de grande communication no 144).
Ligne no 3. — De la place du Calvaire à Saint-Aubin (gare de la ligne de Rouen à Serquigny), par la rue de Paris (chemin de grande communication no 144).
Dans la commune de Saint-Aubin-Jouxte-Boulleng : par la rue de la République (chemin de grande communication no 144) et le chemin d'accès à la gare. La ligne no 3 aboutit dans la cour de la gare.
Ligne no 4. — De la place du Calvaire à la gare de la ligne de Rouen à Chartres, par la rue du Neubourg (chemin de grande communication no 132), la rue de l'Union (voirie urbaine), et par la rue Saint-Jacques et l'avenue Gambetta (annexe du chemin de grande communication no 132). La ligne no 4 aboutit dans la cour de la gare.
Ligne no 5. — De la gare d'Elbeuf-Saint-Aubin à la place du Champ-de-Foire, en empruntant la ligne no 3 jusqu'à la rue Thiers, puis passant par les rues Thiers et Solférino (voirie urbaine). La ligne no 5 aboutit au Champ de Foire et aux quais. »

### Voie

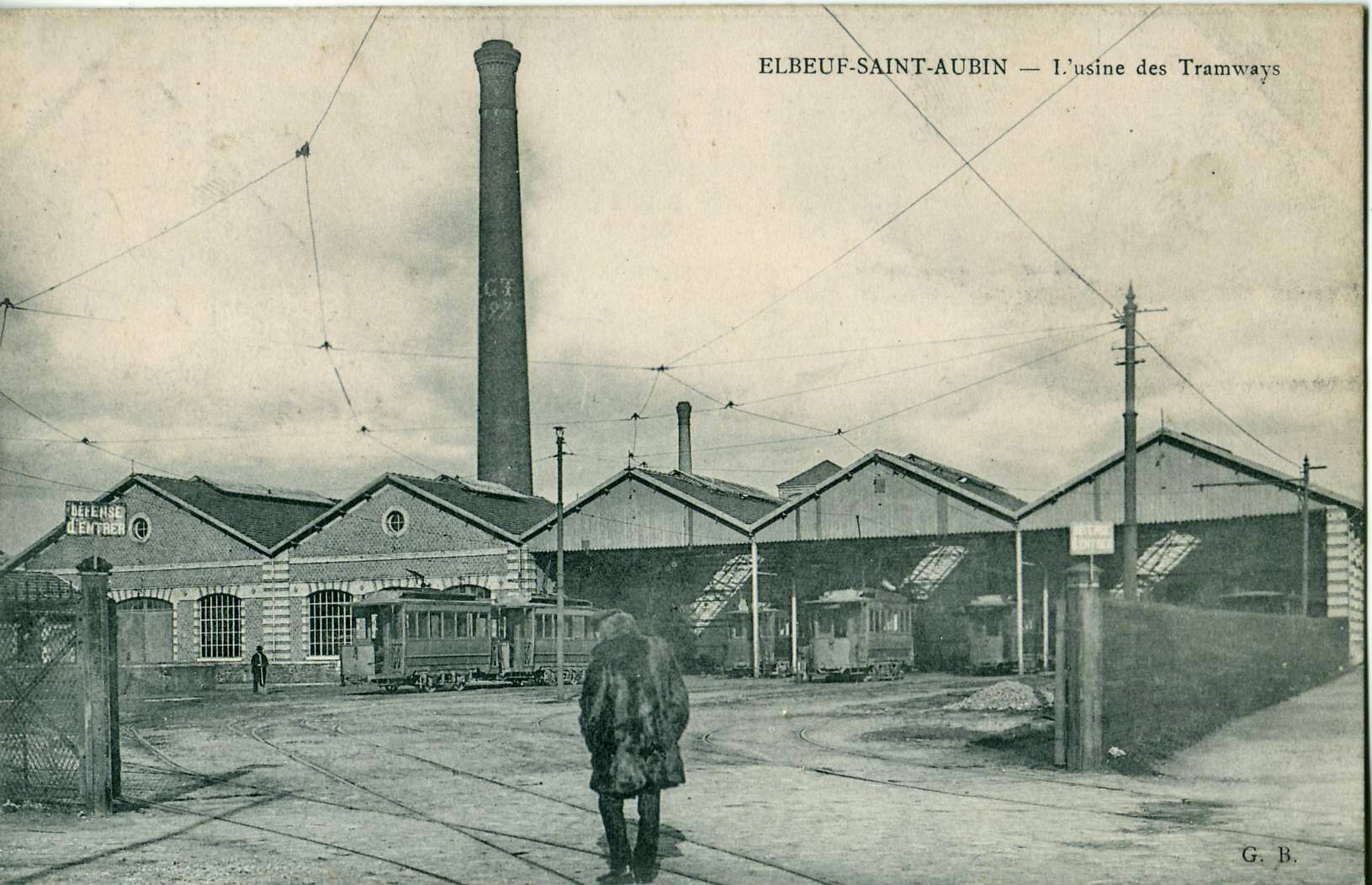
Le dépôt à Saint-Aubin-lès-Elbeuf.

L'ensemble des lignes avait été établi à voie unique, le plus souvent en accotement des rues, sauf dans le centre de la ville d'Elbeuf où la largeur des artères avait permis l'établissement d'une voie centrale avec la présence de longs garages. Pour assurer le croisement des motrices, quatorze évitements avaient mis en place (neuf sur la grande ligne, cinq sur la ligne des gares).

Rails. De gauche à droite :
- type UIC 60,
- type Vignole,
- type Broca ou à gorge, typique des voies de tramway car permettant l'implantation de la voie dans la chaussée,
- type double champignon symétrique,
- et double champignon asymétrique

Les rails utilisés étaient de type Broca de 44 kg/m à l'origine (une bonne partie des voies fut renouvelée en 1913 en rails du même type, mais de 36 kg/m). Le réseau possédait un profil facile, les voies étaient généralement établies en palier sauf à la sortie d'Elbeuf sur la ligne no 1 près d'Orival ou non loin de la gare d'Elbeuf-Ville sur l'itinéraire no 4 où les pentes atteignaient un plus de 50 ‰ sur de courtes sections.
La voie a été renouvelée en 1912/1913 pour 80 % de sa longueur.
Les différents arrêts étaient matérialisés par des poteaux blancs, les voyageurs prenaient leur billet auprès du personnel à bord du tramway.

### Dépôt
Un seul bâtiment suffisait à l'exploitation du réseau et regroupait les bureaux de la Compagnie, le dépôt et l'atelier de réparation du matériel ainsi que la centrale électrique alimentant la ligne. Ce vaste ensemble (agrandi en 1910) se situait sur le territoire de la commune de Saint-Aubin-lès-Elbeuf, non loin de la Seine, dans un périmètre délimité par les rues Nivert, Saint-Louis et Caroline.

### Production d'énergie
La STEE avait sa propre centrale électrique installée dans l'emprise du dépôt à Saint-Aubin. Malgré des extensions de capacité, et compte tenu de la puissance électrique vendue à des particuliers ou des entreprises, cette centrale se révéla insuffisante et une nouvelle est mise en service en juin 1913 au Grand-Quevilly, dotée de 4 turbines de 7 500 cv, destinée à alimenter un nouveau réseau de tramways entre Rouen et Elbeuf. Elle était reliée au tramway d'Elbeuf par un feeder entre Grand-Quevilly et Grand-Couronne par la forêt du Rouvray, puis gagnait Orival jusqu'à une sous-station située rue Chanzy. Un autre feeder alimentait le réseau du tramway de Rouen. Dans l'attente de la mise en service de cette centrale, la SREE exploitait l'usine de son ancienne rivale, la compagnie elbeuvienne du Gaz. En 1913, un autre feeder reliait la sous-station de la rue Chanzy et la place du Coq.
La STEE alimentait à cette époque le réseau de tramway, les réseaux municipaux de Saint-Aubin et d'Elbeuf et la compagnie elbeuvienne du gaz, qui distribuait l'électricité à Caudebec et Saint-Pierre, par l'intermédiaire de sa sous-station de la rue du Neubourg à Elbeuf

## Exploitation

### Fréquences
Dès 1898, le réseau est exploité en deux lignes : la grand ligne entre Saint-Pierre, Caudebec, Elbeuf et Orival, soit 6,935 m. parcourus en 32 minutes. Les tracés 3 et 4 réunis formaient la ligne des gares, dont le développement était de 2,345 m. et qui étaient parcourus en 12 minutes. Ces deux lignes se croisaient à la place du Calvaire, sans assurer de correspondances entre-elles. Lors de l'ouverture, les fréquences étaient d'un tramway toutes les 12 minutes sur la ligne des gares, toutes les 20 minutes sur la grande ligne.
La ligne des gares était contractuellement tenue d'assurer les correspondances avec les trains de 5 h 5 à 20 h 25, mais cette obligation, peu respectée, amena de nombreuses réclamations.
En 1900, afin d'éviter une sous-fréquentation des tramways en fin de ligne, une navette est créée sur la grande ligne, signalée par une plaque blanche à point rouge, entre Les Rouvalets et Caudebec-Assemblée à la fréquence de 8 minutes, le reste de la ligne étant desservi toutes les 16 minutes. Cette navette disparait au service d'hiver 1901-1902, la fréquence de la grande ligne étant portée à 12 minutes et celle de la ligne des gares à 8 minutes.

### Tarifs
À l'ouverture de la ligne, les tarifs étaient de 15 centimes en 1re classe et 10 centimes en 2de classe. Du fait de la fusion des lignes, le trajet Saint-Pierre - Orival coutait 30 et 20 centimes. Des billets d'aller-retour existaient également, à 20 et 15 centomes la section. En 1899 est créée une carte hebdomadaire pour abonnements ouvriers, autorisant l'aller entre 5 h et 7 h, ainsi que le retour entre 18 h et 19 h pour 70 centimes. Une carte à 1,25 FRF permettait un voyage supplémentaire entre 11 h et 13 h.
Afin de tenter de retrouver le trafic initial du réseau, la compagnie crée en 1901 un tarif de correspondance entre les deux lignes à 15 et 10 centimes entre Les Rouvalets, L'assemblée, Saint-Aubin et Elbeuf-ville.
Afin de tenter de pallier les dérèglements économiques de la guerre puis de l'après-guerre, les tarifs sont relevés le 18 septembre 1916 et la carte d'abonnements passa à 1 FRF, puis 1,05 FRF le 8 décembre 1917, 1,10 FRF le 3 décembre 1918, 1,30 FRF le 29 mars 1919 et février 50 le 16 novembre 1920. Le tarif des correspondances est supprimé le 18 septembre 1916, les voyageurs devant alors payer un second billet en changeant de ligne.

### Données statistiques
En 1899, le réseau a transporté 1 443 899 voyageurs, chiffre notable pour une agglomération de 40 000 habitants, générant une recette journalière de 50 francs.
En 1900, la recette journalière n'était plus que de 48 francs, soit 210 875 FRF de dépenses et 188 333 FRF de recettes et un déficit de 22 542 FRF, pour 601 108 km parcourue par l'ensemble des motrices et 24 970 km pour les remorques.
En 1904, le budget est équilibré grâce à la vente d’énergie électrique, mais, en 1906, la STEE présentait un déficit de 40 176 FRF pour une recette de 180 953 FRF
En 1912, année de réalisation d'importants travaux, la recette fut de 208 275 FRF pour une dépense de 211 627 FRF et 1 172 560 voyageurs.
En 1921, les rames du tramway ne parcoururent que 397 708 km, générant une recette (compte tenu de l'inflation de l'époque) de 470 213 FRF et un déficit de 23 481 FRF.

### Personnel
Peu de renseignements sont parvenus sur le nombre de salariés employés par les Compagnies qui ont exploité le tramway sur près de trente ans. En 1900, le personnel comptait cinquante employés répartis de la manière suivante:
- deux membres parmi le personnel administratif ;
- trente-deux membres parmi le personnel de traction : chef de dépôt, employés du dépôt, wattmen ;
- quatorze parmi le personnel de l'exploitation : employés de bureau, receveurs ;
- deux membres du personnel de voie : cantonniers.

Comme dans d'autres réseaux peu étendus, les tâches annoncées ne correspondaient pas toujours aux fonctions réelles du personnel, ce dernier pouvant occuper plusieurs postes en fonction des besoins. De surcroit, l'emploi occasionnel de personnel du second réseau des tramways de Rouen (géré également par M. Cauderay) au début de l'exploitation et de salariés saisonniers (une dizaine durant l'été) rendent difficile l'évaluation du nombre d'employés du tramway.

## Vestiges et matériels préservés
Le réseau Astuce, qui a succédé en 2011 au réseau TAE, est un lointain successeur du tramway d'Elbeuf.